# 周南市立徳山小学校
周南市立徳山小学校（しゅうなんしりつ とくやましょうがっこう）は、山口県周南市毛利町1丁目にある公立小学校。

## 概要
- 本校は、周南市（旧:徳山市）中心部の毛利町1丁目にある学校である。

## 沿革
- 1785年（天明5年） - 徳山藩第7代藩主毛利就馴が市内勢屯に藩校「鳴鳳館」を創設。
- 1852年（嘉永5年） - 「鳴鳳館」を「興譲館」と改称。
- 1871年（明治4年） - 徳山藩の山口藩への合併に伴い、「興譲館」を「徳山小学」と改称。
- 1872年（明治5年） -  桜馬場小学校岐陽学舎として開校。
- 1873年（明治6年） - 徳山小学となる。
- 1877年（明治10年） - 岐陽小学と改称。
- 1887年（明治20年） - 岐陽尋常小学校（4年）と改称。
- 1909年（明治42年） - 岐陽尋常高等小学校と改称。
- 1920年（大正9年） - 徳山尋常小学校と改称。
- 1939年（昭和4年） - 大講堂竣工。校章制定。
- 1941年（昭和16年）4月1日 - 国民学校令により、徳山国民学校と改称。
- 1945年（昭和20年） - 戦災で修練道場学館遺品資料と育英の松焼失。同年、不慮の火災により第1・2校舎焼失。
- 1947年（昭和22年）4月1日 - 学制改革により、徳山市立徳山小学校と改称。
- 1951年（昭和26年） - 第1校舎・モデル給食室完成（文部省指定）。
- 1954年（昭和29年） - 第2校舎完成。
- 1957年（昭和32年） - 開校85周年記念式挙行。校歌制定。
- 1959年（昭和34年） - 鼓ヶ浦肢体学園に徳山小分校開設。
- 1960年（昭和35年） - 鉄筋校舎東12教室完成（現在の北校舎）。
- 1962年（昭和37年） - 鉄筋校舎西6教室完成。
- 1973年（昭和48年） - 開校百周年記念式典挙行。
- 1979年（昭和54年） - 新校舎工事着工。情緒障害学級開設。
- 1980年（昭和55年） -  新第1・2校舎完成し、旧第1・2校舎解体。
- 1981年（昭和56年） - 本館建築工事着工。
- 1982年（昭和57年） - 開校110周年・新校舎竣工の両記念式典挙行。
- 1992年（平成4年） -  開校120周年記念式典挙行。記念の集い開催。
- 2003年（平成15年）
  - 4月21日 - 合併による周南市発足により周南市立徳山小学校と改称。
  - 日付不明 - 講堂解体。
- 2004年（平成16年） - 屋内運動場・屋上プール完成。130周年記念の集い開催。
- 2007年（平成19年） - めざす児童像「と・く・や・ま」の制定。
- 2011年（平成23年） - 素読集「第3集」作成。
- 2012年（平成24年） -  開校140周年記念式典挙行。
- 2022年（令和4年）10月9日 - 周南市文化会館大ホールにて、徳山小学校開校150周年記念式典挙行[1]。

## 周辺
- 学校法人信望愛学園周南小さき花幼稚園 - 進学前幼稚園のひとつ。
- 山口県周南合同庁舎
- 児玉公園
- 徳山保健センター
- 山口地方裁判所周南支部
- 山口地方検察庁周南支部
- 周南市役所（旧:徳山市役所）
- 山口県道53号徳山停車場線
- 徳山郵便局

## 交通アクセス
- 防長交通「周南市役所前」バス停下車後、徒歩約355m・約6分。
- JR山陽新幹線・山陽本線徳山駅（みゆき口(北口)）から、徒歩約870m・約13分。